# Heptanthura scopulosa
Heptanthura scopulosa là một loài chân đều trong họ Expanathuridae. Loài này được Kensley miêu tả khoa học năm 1984.